# 1979-es Formula–1 német nagydíj
A német nagydíj volt az 1979-es Formula–1 világbajnokság tizedik futama.

## Futam
Jabouille szerezte meg a pole-t Alan Jones, Laffite és Piquet előtt. A verseny rajtjánál Jones szerezte meg a vezetést Jabouille, Laffite, Scheckter és Regazzoni előtt. Jabouille nem állt messze attól, hogy átvegye a vezetést, amikor a 8. körben kicsúszott. Regazzoni ezután felzárkózott Laffite-ra, majd a második helyre jött fel a 13. körben. A befutóig a két Williams maradt az élen, míg Laffite lett a harmadik, Scheckter a negyedik. A verseny nagy részében Villeneuve haladt az ötödik helyen, de hátsó szárnya miatt kiállt a boxba. Pozíciója Laudáé lett, de az osztrák hamarosan motorhiba miatt kiesett. Miután Piquet is motorhiba miatt feladta a futamot, Watson ért célba ötödikként Jochen Mass előtt.
| Helyezés | #  | Versenyző             | Csapat/Motor       | Körök | Idő/Kiesés oka | Rajthely | Pontszám |
| -------- | -- | --------------------- | ------------------ | ----- | -------------- | -------- | -------- |
| 1        | 27 | Alan Jones            | Williams-Ford      | 45    | 1:24:48,83     | 2        | 9        |
| 2        | 28 | Clay Regazzoni        | Williams-Ford      | 45    | +2,91          | 6        | 6        |
| 3        | 26 | Jacques Laffite       | Ligier-Ford        | 45    | +18,39         | 3        | 4        |
| 4        | 11 | Jody Scheckter        | Ferrari            | 45    | +31,20         | 5        | 3        |
| 5        | 7  | John Watson           | McLaren-Ford       | 45    | +1:37,80       | 12       | 2        |
| 6        | 30 | Jochen Mass           | Arrows-Ford        | 44    | +1 kör         | 18       | 1        |
| 7        | 4  | Geoff Lees            | Tyrrell-Ford       | 44    | +1 kör         | 16       |          |
| 8        | 12 | Gilles Villeneuve     | Ferrari            | 44    | +1 kör         | 9        |          |
| 9        | 3  | Didier Pironi         | Tyrrell-Ford       | 44    | +1 kör         | 8        |          |
| 10       | 17 | Jan Lammers           | Shadow-Ford        | 44    | +1 kör         | 20       |          |
| 11       | 18 | Elio de Angelis       | Shadow-Ford        | 43    | +2 kör         | 21       |          |
| 12       | 6  | Nelson Piquet         | Brabham-Alfa Romeo | 42    | Motorhiba      | 4        |          |
| Kiesett  | 29 | Riccardo Patrese      | Arrows-Ford        | 34    | Gumi           | 19       |          |
| Kiesett  | 8  | Patrick Tambay        | McLaren-Ford       | 30    | Felfüggesztés  | 15       |          |
| Kiesett  | 20 | Keke Rosberg          | Wolf-Ford          | 29    | Motorhiba      | 17       |          |
| Kiesett  | 5  | Niki Lauda            | Brabham-Alfa Romeo | 27    | Motorhiba      | 7        |          |
| Kiesett  | 25 | Jacky Ickx            | Ligier-Ford        | 24    | Gumi           | 14       |          |
| Kiesett  | 31 | Héctor Rebaque        | Lotus-Ford         | 22    | Meghajtás      | 24       |          |
| Kiesett  | 1  | Mario Andretti        | Lotus-Ford         | 16    | Erőátvitel     | 11       |          |
| Kiesett  | 16 | René Arnoux           | Renault            | 9     | Gumi           | 10       |          |
| Kiesett  | 15 | Jean-Pierre Jabouille | Renault            | 7     | Kicsúszás      | 1        |          |
| Kiesett  | 14 | Emerson Fittipaldi    | Fittipaldi-Ford    | 4     | Elektronika    | 22       |          |
| Kiesett  | 2  | Carlos Reutemann      | Lotus-Ford         | 1     | Baleset        | 13       |          |
| Kiesett  | 9  | Hans-Joachim Stuck    | ATS-Ford           | 0     | Felfüggesztés  | 23       |          |
| NK       | 22 | Patrick Gaillard      | Ensign-Ford        |       |                |          |          |
| NK       | 24 | Arturo Merzario       | Merzario-Ford      |       |                |          |          |

## Statisztikák
Vezető helyen:
- Alan Jones: 45 (1-45)

Alan Jones 2. győzelme, Jean-Pierre Jabouille 2. pole-pozíciója, Gilles Villeneuve 6. leggyorsabb köre.
- Williams 2. győzelme.